# Somatidia
Somatidia – rodzaj chrząszczy z rodziny kózkowatych i podrodziny zgrzypikowych.

## Zasięg występowania
Przedstawiciele tego rodzaju występują w Australii, na Nowej Gwinei, Nowej Kaledonii oraz Nowej Zelandii.

## Systematyka
Do Somatidia należy 12 gatunków i 6 podrodzajów:
- Podrodzaj: Microsoma Breuning, 1950
  - Somatidia aranea
- Podrodzaj: Caledosoma Sudre, Vives, Mille & Cazères, 2021
  - Somatidia monteithii
- Podrodzaj: Microsoma Breuning, 1951
  - Somatidia fauveli
- Podrodzaj: Papusoma Breuning, 1975
  - Somatidia kaszabi
- Podrodzaj: Somatidia Thomson, 1864
  - Somatidia antarctica
  - Somatidia grandis
  - Somatidia longipes
  - Somatidia simplex
- Podrodzaj: Villososomatidia Breuning, 1956
  - Somatidia australiae
  - Somatidia capillosa
  - Somatidia pernitida
  - Somatidia tricolor